# روزهای تاریک یک مادر
روزهای تاریک یک مادر فیلمی به کارگردانی و نویسندگی محمدعلی زرندی محصول سال ۱۳۴۶ است.

## خلاصه داستان
خوانندهٔ یک کاباره با مردی آشنا شده و با ازدواج با او کارش را ترک می‌کند و به زودی صاحب فرزندی می‌شود...

## بازیگران
- آذر شیوا
- جواد قائم‌مقامی
- منصور متین
- فرزانه بازگیر
- جمشید مهرداد
- ایران دفتری
- مورین
- تاج‌الملوک احمدی